# Бобир Ярослав Олексійович
Яросла́в Олексі́йович Боби́р (нар. 29 вересня 1992, Дейманівка — 27 лютого 2022, Херсон) — український військовослужбовець.

## Життєпис
Народився 29 вересня 1992 року в селі Дейманівка Срібнянського (тепер Прилуцького) району Чернігівської області.
Проходив військову службу за контрактом на посаді командира танкового взводу танкової роти танкового батальйону військової частини А 1619 м. Гайсин, Вінницька область.
27 лютого 2022 року загинув у Дніпровському районі міста Херсон, смт Антонівка під час ворожого обстрілу позицій військової частини А 1619 зазнав уламкового поранення голови.[джерело?] Смерть пов'язана із захистом незалежності, суверенітету і територіальної цілісності України та протидії російської агресії. Свідоцтво про смерть І-ЕЛ № 414898 від 27.05.2022 р.
Похований у Херсоні. Перепохований у селі Поділ Прилуцького району.

## Нагороди
Орден Богдана Хмельницького III ступеня (посмертно) — нагороджено 11 квітня 2022 року за особисту мужність і самовіддані дії, виявлені у захисті державного суверенітету та територіальної цілісності України, вірність військовій присязі.